# Ratesh
Ratesh (popularment anomenat Kot) fou un estat tributari protegit del grup d'estats de les muntanyes Simla, sota administració del Panjab. la població era d'uns 437 habitants (449 el 1901) i la superfície aproximadament de 8 km² (12 km² assenyalats el 1901). Els ingressos s'estimaven vers 1880 en 20 lliures (62,5 lliures el 1901). El títol del sobirà era thakur.
Fou fundat per Rai Singh, germà petit de Raja Karam Prakash de Sirmoor (1616-1630). El 1789 va ser ocupat per Keonthal del que va esdevenir feudatari. L'estat fou declarat feudatari de Keonthal vers 1816, per un sanad britànic específic.

## Llista de ranes
- Jit Singh 1781-1801
- Kishan Singh 1801-1860 (fill)
- Ram Singh 1860-1891 (fill)
- Hira Singh 1890-1925
- Shamsher Singh 1925-1974